# Суровый Дом
«Суровый Дом» (англ. Hardhome) — восьмой эпизод пятого сезона фэнтезийного сериала канала HBO «Игра престолов», и 48-й во всём сериале. Сценарий к эпизоду написали создатели сериала Дэвид Бениофф и Д. Б. Уайсс, а режиссёром стал Мигель Сапочник. Премьера эпизода состоялась 31 мая 2015 года и в нём происходит решающая битва в одноимённой деревне Одичалых. Битва упоминалась, но не была видна в исходном материале. С тех пор многие обозреватели и фанаты провозгласили эпизод одним из лучших в сериале.

## Сюжет

### В Королевской Гавани
Серсею (Лина Хиди) навещает септа Унелла (Ханна Уэддингем), которая предлагает ей воду в обмен на покаяние в грехах. Серсея просит поговорить с Томменом (Дин-Чарльз Чэпмен), но в ответ септа бьет её. Позже Квиберн (Антон Лессер) навещает Серсею и говорит ей о преступлениях, в которых её обвиняют, включая инцест и убийство Роберта Баратеона (Марк Эдди), которые она отвергает как ложь. Квиберн также говорит ей, что великий мейстер Пицель (Джулиан Гловер) взял контроль над Малым Советом и послал за её дядей, Киваном (Иэн Гелдер), чтобы он вернулся из Утёса Кастерли и служил в качестве Десницы Томмена. Перед уходом Квиберн говорит Серсее, что «работа продолжается».

### В Браавосе
Арья (Мэйси Уильямс) принимает личность Ланы, торговки устрицами. Во время игры ликов она описывает свой обычный день Якену (Том Влашиха), который приказывает ей изменить её ежедневный маршрут. В гавани она продаёт устрицы «игроку», человеку, который продаёт страховки капитанам кораблей в гавани. Якен объясняет, что семья капитана наняла Безликих убить продавца после того, как он отказался платить, когда капитан утонул в море. Он говорит Арье вернуться в гавань и узнать всё, что можно о страховщике, а затем выдаёт ей пузырёк с ядом.

### На Стене
Лилли (Ханна Мюррей) лечит раны Сэма (Джон Брэдли), входит Олли (Бренок О’Коннор) и просит поговорить с Сэмом наедине. Олли спрашивает Сэма, почему Джон (Кит Харингтон) доверяет одичалым, ведь одичалые, включая Тормунда (Кристофер Хивью), атаковали его деревню и убили его семью. Сэм объясняет, что Джон должен принять трудное решение и что у них нет шансов победить армию мертвецов без помощи одичалых.

### В Винтерфелле
Вонючка (Альфи Аллен) приносит еду Сансе (Софи Тёрнер), которая по-прежнему заперта в своей комнате. Она спрашивает Вонючку, почему он рассказал Рамси (Иван Реон) о её планах побега, и Вонючка отвечает, что от Рамси нет спасения. Когда он пытается уйти, она противостоит ему, напоминая ему об убийстве Брана (Айзек Хэмпстед-Райт) и Рикона (Арт Паркинсон), но Вонючка признаётся, что он не смог найти их и вместо них убил двух фермерских мальчишек и выдал их обугленные останки за детей Старков.
В большом зале Русе (Майкл Макэлхаттон) и его советники планируют битву с армией Станниса (Стивен Диллэйн). Русе собирается переждать осаду, отметив, что Винтерфелл полностью отремонтирован и оснащён, а их войско подготовлено лучше, чем у Станниса. Рамси настаивает на том, чтобы Болтоны напали на Станниса, и просит у отца 20 надёжных воинов.

### В Миэрине
Джорах (Иэн Глен) и Тирион (Питер Динклэйдж) предстают перед Дейенерис (Эмилия Кларк). Она спрашивает Тириона, почему она должна позволить ему жить и служить ей, на что он отвечает, что благодаря его службе в качестве Десницы короля, он хорошо знает сильные и слабые стороны Королевской Гавани. Тирион убеждает Дейенерис пощадить жизнь Джораху, но он также говорит ей, что она не должна позволить ему служить ей, и она приказывает увести Джораха из Миэрина. Позже Дейенерис говорит Тириону, что она не убьёт и не изгонит его, и намеревается позволить ему советовать ей. Когда она утверждает, что простой народ Вестероса поддержит её претензии на трон, Тирион отмечает, что опираясь только на поддержку простых людей, её правление Миэрином пошло не слишком гладко, и что у неё ничего не выйдет без поддержки могущественного дома Вестероса. Она сообщает, что могущественные дома Вестероса являются спицами в колесе и что она намеревается сломать это колесо. Между тем Джорах возвращается к Еззану зо Каггазу (Энцо Чиленти) и просит, чтобы ему позволили биться на глазах у Дейенерис в Бойцовых Ямах.

### В Суровом Доме
Прибыв в Суровый Дом, Джон (Кит Харингтон), Тормунд (Кристофер Хивью) и группа братьев из Ночного Дозора встречаются с Костяным Лордом (Росс О’Хеннесси), который стал лидером одичалых. После напряжённого спора Тормунд убивает Костяного Лорда и приказывает его советникам собрать старейшин, включая лидера одичалых Карси (Биргитта Йорт Сёренсен). На собрании Джон делится драконьим стеклом с одичалыми, рассказывая им о том, как Сэм убил Белого Ходока с помощью кинжала из этого материала. Джон предлагает разрешить одичалым поселиться в землях к югу от Стены, если они помогут Ночному Дозору в предстоящей войне против Белых Ходоков. Когда его спрашивают, что стало с Мансом Налётчиком (Киаран Хайндс), Джон говорит, что пустил ему стрелу в сердце. Одичалые готовы убить Джона, но Тормунд успокаивает их, объяснив, что Джон прикончил Манса из милосердия, когда тот горел на костре заживо. После подробного обсуждения Джон и Тормунд убеждают предводителей нескольких племён, в том числе женщину Карси, примерно с 5000 одичалых пойти с ними, но тенны во главе с Лободой (Захари Бахаров) отказываются присоединиться к ним.
При погрузке кораблей одичалыми на Суровый Дом нападает армия упырей. Сотни одичалых пытаются сбежать, направляясь к лодкам и борясь друг с другом. Джон и братья Ночного Дозора содействуют в обороне Сурового Дома, помогая защищать стены от нападений упырей. Джон и Тормунд замечают нескольких Белых Ходоков, которые наблюдают за битвой с кручи, и Джон бросается в большую хижину за мешком с клинками из драконьего стекла. Там на Джона и Лободу нападает Белый Ходок, который с лёгкостью убивает Лободу, прежде чем заняться Джоном. У Джона не получается добраться до драконьего стекла, Белый Ходок преследует его. Ходок на мгновение ошеломлён тем, что у него не получилось сломать меч Джона из валирийской стали, и Джону удаётся убить его. Но победа была слишком краткой, стены, окружающие Суровый Дом, падают под напором упырей, и Джону и его немногочисленным союзникам приходится бежать к береговой черте. Когда Джон и его соратники отчаливают в лодках, они видят, как Король Ночи (Ричард Брейк) поднимает всех погибших, включая Карси и многих из Ночного Дозора, в качестве упырей. Джон с ужасом смотрит на это, понимая, что резня, из которой они едва спаслись, всего лишь прелюдия к тому, что грядёт всему Вестеросу.

## Производство

### Сценарий

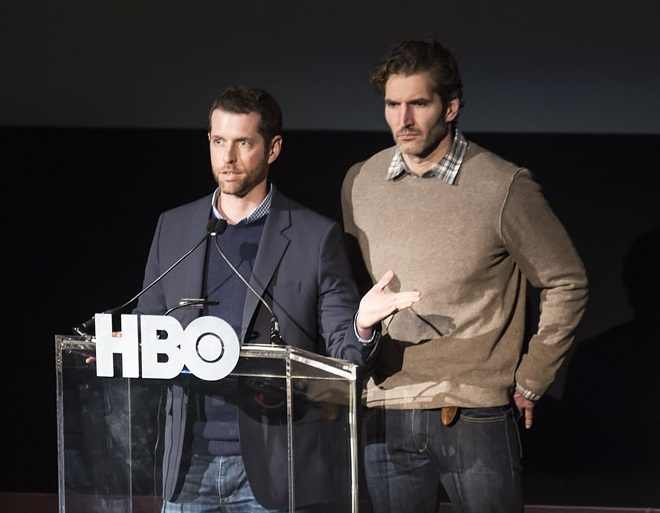
Сценарий к эпизоду написали создатели сериала Дэвид Бениофф и Д. Б. Уайсс.

Сценарий к эпизоду был написан Дэвидом Бениоффом и Д. Б. Уайссом, создателями сериала. Он включает содержимое из романов Джорджа Р. Р. Мартина, «Пира стервятников», глав Серсея X и Кошка-Кет, и «Танца с драконами», главы Маленькая уродка.
Как и другие эпизоды этого сезона, «Суровый Дом» содержит большое количество оригинального материала, который не появляется в романах Мартина. Согласно Эрику Каину из «Forbes»: «Сейчас мы полностью расстались с книгами. Если остальная часть пятого сезона не убедила вас, что шоу прокладывает свой собственный путь, этот эпизод является последним гвоздём в гробу.» Это включает в себя сцену битвы, в которой на Одичалых и Ночной Дозор нападают из засады Белые Ходоки и армия нежити, а также встречу Дейенерис Таргариен с Тирионом Ланнистером.

### Кастинг
Биргитта Йорт Сёренсен была взята на роль Карси, атамана одичалых, которая в начальном сценарии была мужчиной. Захари Бахаров появился в роли Лободы, лидера Теннов, а Росс О'Хеннесси заменил Эдварда Дольяни в роли Костяного Лорда в этом эпизоде. Иэн Уайт, который ранее играл Белого Ходока и Григора Клигана, появился в роли великана Вун Вуна. Члены метал-группы «Mastodon» исполнили роли одичалых в качестве камео.

### Съёмки

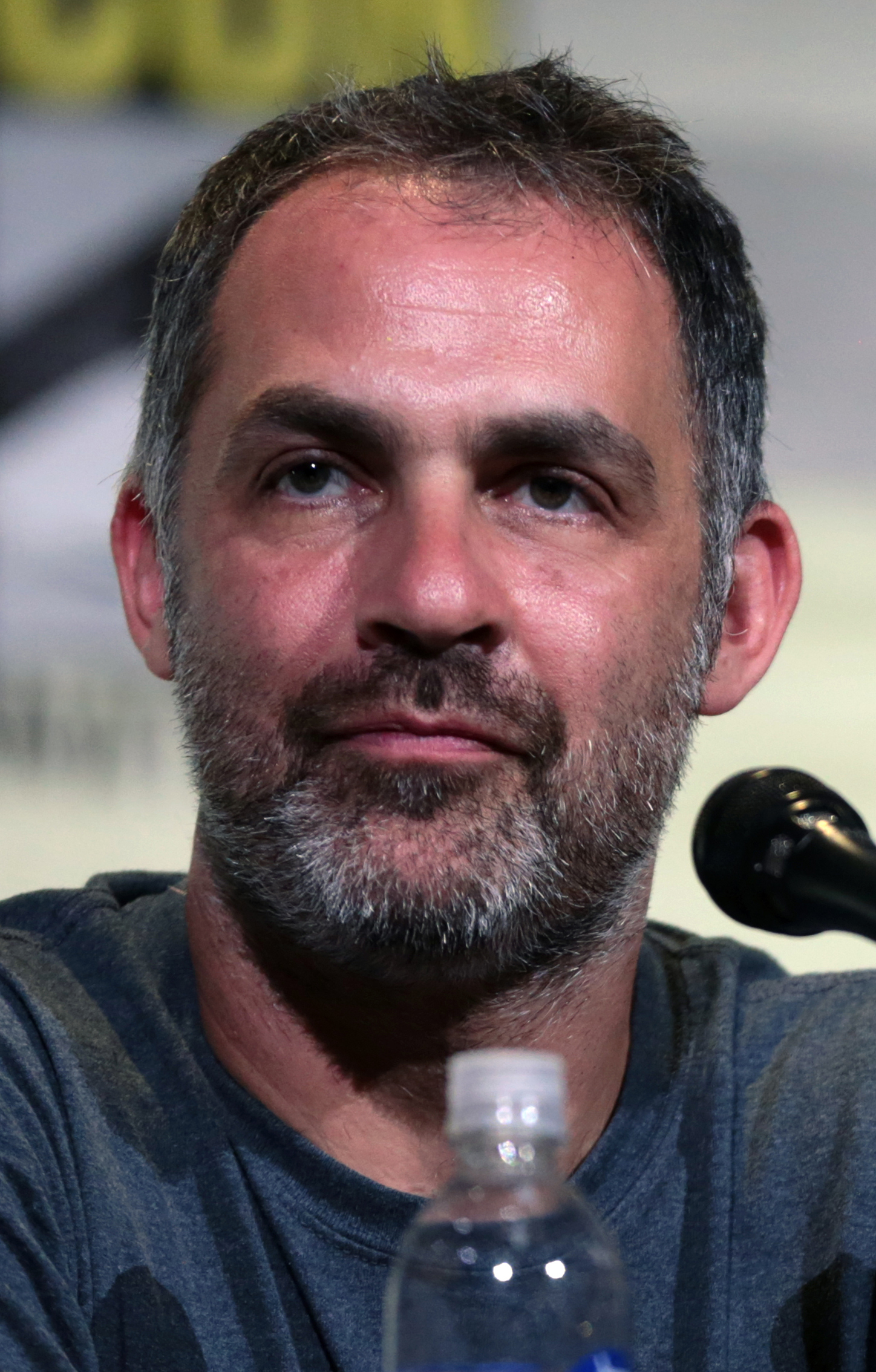
Мигель Сапочник стал режиссёром эпизода, своего второго эпизода в сериале.

Режиссёром «Сурового Дома» стал Мигель Сапочник. Он присоединился в качестве режиссёра к сериалу в пятом сезоне. Он также снял предыдущий эпизод, «Дар».
 Сцены в Суровом Доме были сняты в карьере Магераморне и заняли около месяца съёмок.

## Реакция

### Рейтинги
«Суровый Дом» посмотрели около 7.1 миллионов зрителей во время первого показа. «Business Insider» называет это «нелепым поворотом» после низких рейтингов предыдущего эпизода, что приписывается ко многим зрителям, поклявшимся не смотреть шоу после сцены изнасилования в эпизоде «Непокорные, несгибаемые, несломленные».

### Реакция критиков
Эпизод получил единодушное признание критиков. Он получил рейтинг 100% на сайте Rotten Tomatoes, со средним рейтингом 9.7/10.
Мэтт Фоулер из IGN дал эпизоду оценку 10/10, посчитав его «шедевром», став первым эпизодом с такой оценкой с «Рейны из Кастамере» из третьего сезона, и похвалил сцены с Тирионом и Дейенерис, а последнюю последовательность сцен он описал как «наслаждение с края сиденья». Майлз Макнатт и Эрик Адамс из A.V. Club дали эпизоду самую высокую оценку веб-сайта, «A». Они назвали эпизод «отрадным напоминанием о том, что шоу по-прежнему непредсказуемо», а Макнатт аргументировал это тем, что это пока что его любимый эпизод сериала.

### Награды
На 67-й церемонии вручения премии «Эмми», из-за его номинации, Питер Динклэйдж представил этот эпизод для рассмотрения и получил премию «Эмми» за лучшую мужскую роль второго плана в драматическом сериале.
| Год  | Награда                  | Категория                                                  | Номинант(ы)                                                                                               | Результат |
| ---- | ------------------------ | ---------------------------------------------------------- | --- | --------- |
| 2015 | Творческая премия «Эмми» | Лучшая операторская работа в сериале                       | Фабиан Вагнер                                                                                             | Номинация |
| 2015 | Творческая премия «Эмми» | Лучшая работа художника-постановщика в фэнтезийном сериале | Дебора Райли, Пол Гирардани, Роб Кэмерон                                                                  | Победа    |
| 2015 | Творческая премия «Эмми» | Лучший грим в сериале                                      | Джейн Уокер, Барри Гоуэр и Сара Гоуэр                                                                     | Номинация |
| 2015 | Творческая премия «Эмми» | Лучший монтаж в драматическом сериале                      | Тим Портер                                                                                                | Номинация |
| 2015 | Творческая премия «Эмми» | Лучший звуковой монтаж в сериале                           | Тим Киммел, Пола Фэрфилд, Брэдли С. Катона, Питер Беркович, Дэвид Клоц, Джеффри Уилхойт, Дилан Т. Уилхойт | Победа    |
| 2015 | Творческая премия «Эмми» | Лучший звук в сериале                                      | Ронан Хилл, Ричард Дайер, Оннали Блэнк, Мэттью Уотерс                                                     | Победа    |